# Raça em filmes de terror
Representações de raça em filmes de terror têm gerado debates em relação à presença de ideias, estereótipos e tropos racistas. Sob outro prisma, o gênero de terror também têm se articulado para explorar questões sociais como raça, especialmente após a popularização de thrillers sociais na década de 2010.
Ao longo da história dos filmes de terror, notavelmente naqueles produzidos nos Estados Unidos, minorias raciais não receberam tanta representatividade em filmes de terror quanto pessoas brancas. Na verdade, são frequentemente relegadas a papéis menores em comparação com os personagens brancos nas narrativas. Durante a maior parte do século XX, os filmes de terror estadunidenses contaram com elencos e audiências predominantemente brancas. Minorias raciais estão muitas vezes sujeitas a uma prática de esforço simbólico para incluí-las nas narrativas, chamada tokenismo. Assim, são escaladas como personagens coadjuvantes, dispensáveis à trama, ou como personagens violentas em papéis antagônicos.

## Representação
De acordo com um estudo de 2014 do Centro para o Estudo das Mulheres na Televisão e no Cinema da Universidade Estadual de San Diego, minorias raciais não são representadas em filmes tanto quanto pessoas brancas. Através da pesquisa de cem filmes de maior bilheteria todo ano, o Centro de Estudos verificou sub-representação crônica, predomínio de estereótipos, falta de oportunidades nos bastidores e carência de diversidade étnica. Muitas vezes, personagens femininas e de minorias raciais têm apenas um papel secundário na trama.
Historicamente, homens negros são reconhecidos no gênero ou como o melhor amigo do protagonista, ou como a primeira vítima.
Dentre os filmes examinados, o estudo mostrou que em 2014 apenas 12% de todos os protagonistas claramente identificáveis eram mulheres. Incluso nessa estatística, 74% eram mulheres brancas, 11% negras, 4% latinas, 4% asiáticas, 3% de outros lugares, e 4% outras. Personagens femininas alienígenas fictícias tornaram-se quase tão prováveis de serem vistas em filmes quanto mulheres latinas ou asiáticas.

### Primeiro a morrer
Há senso comum que personagens de minorias raciais são as primeiras vítimas nos filmes de terror. No entanto, esse tropo tem sido contestado. Veiculado na Revista Complex, Matt Barone compilou uma pesquisa com cinquenta filmes de terror estrelados por atores negros. Apenas em cinco deles (10%) personagens negras morreram primeiro. Na maioria dos filmes, uma personagem negra de fato morreu, embora seja argumentado que isso é esperado devido ao conteúdo dos filmes de terror.
Em diálogo com a verificação apresentada por Matt Barone, Valerie Complex comenta que personagens negras em filmes de terror têm uma chance maior de sobrevivência ao juntarem-se a uma mulher branca no final, ou se todo o elenco for negro, ou se o próprio vilão for negro. Valerie Complex também revela que personagens negras que sobrevivem à narrativa quase certamente morrem se houver uma sequência ao filme.
Ainda que o balanceamento de Matt Barone conteste a ideia de que pessoas negras morram primeiro em filmes de terror, esse tropo tem sido referenciado e intencionalmente subvertido em mídias recentes, a ponto de inspirar os especialistas Robin R. Means Coleman e Mark H. Harris na escrita de The Black Guy Dies First (2023).

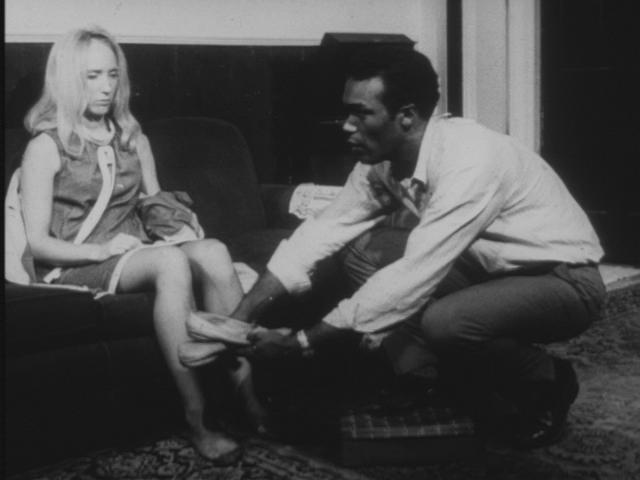
Judith O'Dea e Duane Jones em Night of the Living Dead (1968). O protagonismo de um ator negro em um filme estadunidense que não fosse voltado explicitamente a temáticas raciais é considerado notável para a época.

O tropo não é necessariamente evocado apenas quando uma personagem negra morre primeiro. A Noite dos Mortos Vivos (1968), creditado por Coleman e Harris como um dos filmes que originam o tropo, apresenta um protagonista negro que é, na verdade, a última personagem a morrer. Por isso, ao invés de encarar de forma literal a máxima de que pessoas negras morrem primeiro, a denúncia de Coleman e Harris faz referência a um histórico de discriminações raciais e decisões criativas que optavam por excluir ou diminuir quanto possível a participação de pessoas negras na tela de cinema. Assim, pessoas negras em filmes de terror são costumeiramente despidas de agência e relegadas a papéis minoritários, de violência gráfica ou meramente satíricos.
Coleman e Harris também sinalizam para a quantidade de mortes das quais atores negros fizeram papel, em personagens costumeiramente vilãs ou criminosas. Segundo o estudo, Samuel L. Jackson fez papel em oito mortes ao longo de sua carreira, enquanto Tony Todd, ator notório na franquia Candyman, fez papel em 24 mortes ao todo.
Conforme Coleman e Harris, diferentemente da gama de personagens negras vitimadas nesses filmes, o tropo têm de fato sobrevivido e prosperado no gênero de terror.

## Temas e dispositivos de enredo
Grande parte da atenção conferida às minorias raciais em filmes de terror acontece por meio do uso de suas culturas como dispositivos de enredo e estruturas para assustar ou culpar os protagonistas brancos. Referências a elementos como "cemitério indígena" ou "curandeiro" são comumente usadas no gênero de terror, para criar um estereótipo do "outro" e assustar audiências com predominância de pessoas brancas. Muitos dos temas e enredos se relacionam com a tomada de terras dos povos aborígines e suas terríveis consequências.
Os filmes de terror frequentemente têm se apoiado na cultura de minorias raciais e seus significados, reduzidos a um ponto de vista mítico. Os filmes não dedicam tempo de tela suficiente para representar essas culturas como parte ativa do mundo ou da vida dos personagens principais. Ao invés disso, utilizam seus elementos para fabricar um plano de fundo mitológico, maligno e ameaçador. Os filmes de terror estadunidenses têm atacado a essência das culturas nativas americanas e afro-americanas, usando-as como dispositivos de enredo, enquanto as estabelecem, em última análise, como aspectos do passado e não mais como parte da cultura atual dos Estados Unidos.
Michelle H. Raheja argumenta que a temática do cemitério indígena, apresentada com frequência em filmes de terror das décadas de 1970 e 1980, é um exemplo de como o cinema convencional torna os povos indígenas hipervisíveis e ao mesmo tempo invisíveis. Segundo Raheja, povos nativos estão no centro da autodefinição da cultura dominante porque a identidade euro-americana se formou justamente sobre o registro cultural, textual e visual do "outro" indígena.

### O negro místico
O estereótipo do negro místico geralmente condiz com uma personagem mais velha e coadjuvante sabe-tudo, cuja função narrativa é contribuir para o crescimento pessoal de personagens brancas e auxiliá-las com seu conhecimento por vezes sobrenatural. Trata-se de um arquétipo racista referenciado pelo diretor Spike Lee em análise a filmes como The Family Man, What Dreams May Come, The Legend of Bagger Vance e The Green Mile.
Em filmes de terror, o "negro místico" informa os protagonistas a respeito do mal que enfrentam e oferece orientações cruciais à narrativa. Essa personagem é escrita para ser dócil, sentimental e frequentemente morre em auto-sacrifício, dando ao personagem principal mais motivos para derrotar o mal. Trata-se de dispositivos de enredo, na medida em que contribuem à exposição de elementos narrativos, e, através de suas mortes, reiteram o alto risco Filmes como O Iluminado mostram esse tropo, cuja única personagem negra, Dick Hallorann (interpretado por Scatman Crothers), é justamente quem entende os verdadeiros poderes do protagonista e o mal que cerca o enredo. No entanto, em conformidade ao estereótipo, Hallorann morre na tentativa de resgatar o protagonista do antagonista.

### O aborígene místico
De maneira semelhante ao estereótipo racial do "negro mítico", também existem vários estereótipos dos nativos americanos, incluindo o "xamã" ou o "homem da medicina". Essas caricaturas reforçam a ideia de que as culturas nativas americanas não são vivas nos dias atuais, mas sim parte de um passado distante.

## Raça como tema
Há uma variedade de diretores, produtores, roteiristas e atores, entre os quais se encontram artistas nativos americanos e negros, interessados em abordar questões de raça, sexualidade e relações de poder, exploração e violência em filmes de terror.
A natureza simbólica e gráfica dos filmes permite com que seja possível denunciar problemas sociais e livremente expressar perspectivas a respeito de raça e racismo. A maior atenção a temáticas relacionadas a opressão social tem formalizado, a partir da década de 2010, o subgênero de thriller social, com elementos de terror e suspense, no qual o maior antagonista é ou representa a própria sociedade. Um objetivo comum observado em filmes de thriller social é a representação mais diversa e autêntica de personagens, ambientes e enredos, crítica a uma concepção centrada nas experiências de pessoas brancas e majoritariamente homens.
Diretores do gênero de terror têm sondado oportunidades variadas a respeito de raça na execução de seus filmes, em consideração também ao crescente sucesso na representação de minorias sociais em papéis principais de filmes recentes. A partir das experiências e percepções de personagens racializadas, é dada maior atenção a horrores sociais e traumas enfrentados por pessoas marginalizadas. Além disso, a finalidade intrinsecamente crítica do thriller social promove enredos e representações marcadas por nuances e profundidade de personagens.
O principal diretor envolvido no gênero de thriller social, frequentemente endereçado por críticos e demais cineastas, é Jordan Peele, que cunhou o termo após a aclamação e as nomeações ao Oscar por Get Out. O filme em questão tem sido caracterizado como uma influência a obras posteriores e um marco decisivo na forma como pessoas negras e conflitos raciais são representados no cinema e, em especial, no gênero de terror.